# Ministère de l'Économie et des Finances (Côte d'Ivoire)
Pour les autres articles nationaux ou selon les autres juridictions, voir Ministère de l'Économie et des Finances.
Le ministère de l'Économie et des Finances de Côte d'Ivoire a été fondé en 1959 à la veille de l'accession du pays à l'indépendance. Sa vocation historique est la gestion des finances publiques. C'est le 30 avril 1959 que, pour la première fois, est créé de manière explicite un ministère ayant pour attribution à la fois la gestion des finances publiques ainsi que la mise en œuvre de la politique économique de la Côte d'Ivoire, sous l’intitulé de ministère des Finances, des Affaires économiques et du Plan. Son nom et ses attributions précises ont depuis varié au fil des changements de gouvernements. 
Dans le gouvernement Beugré Mambé, le portefeuille de l'économie est assumée par Nialé Kaba et le portefeuille des finances est assumé par Adama Coulibaly.

## Histoire
Les premières attributions de responsabilités pour les finances et affaires économiques remontent à 1957, trois ans avant l'indépendance. Après la victoire lors du scrutin du 31 mars 1957, le PDCI-RDA forme le Conseil de Gouvernement et nomme deux ministres français, Jean Delafosse et Jacob Williams respectivement Ministre des Finances et Ministre des Affaires Économiques. À l'époque, les deux ministères étaient encore séparés. Ils seront fusionnés le 30 avril 1959 par Félix Houphouët-Boigny, alors premier ministre du Conseil du Gouvernement : le premier ministère de l'économie de la Côte d'Ivoire est né, sous la dénomination officielle de Ministère des Finances, des Affaires Économiques et du Plan. Le futur président ivoirien nomme un nouveau ministre français, Raphaël Saller.
En 1966, le président Houphouët Boigny nomme un nouveau gouvernement et nomme trois ministres délégués, dont fait partie le futur président Henri Konan Bédié, chargé des affaires Économiques et Financières. Le ministère devient le Département de l’Économie et des Finances. Celui-ci redevient cependant un ministère à part entière le 23 septembre 1968 sous la conduite d'Henri Konan Bédié. En 1977, Abdoulaye Koné le remplace dans la qualité de ministre de l'Économie, des Finances et du Plan. Ce dernier est remplacé le 26 octobre 1989 par Moïse Koumoué Koffi dans le 19e Gouvernement de Félix Houphouët Boigny.
En 1990, alors que le pays traverse une crise économique, Alassane Ouattara est nommé premier ministre, le premier à être nommé par Félix Houphouët-Boigny, et cumule également le portefeuille de l'économie et des finances et est secondé par Daniel Kablan Duncan. La dénomination du ministère est alors Ministère de l'Économie, des Finances, du Commerce et du Plan, à la suite de l'association du département du commerce aux autres départements sous tutelle du ministère.
Après l'accession à la présidence en 1993, Henri Konan Bédié nomme Niamien N’Goran au Ministère de l'Économie et des Finances. Mais à la suite du coup d'État militaire de Robert Guéï le 9 novembre 2000, celui-ci doit quitter son portefeuille. Le général scinde alors le département du budget du ministère de l'économie et en fait un ministère à part entière. Il nomme alors Douhouré Ambroise Azaud ministre de l'Économie et des Finances, tandis que Mamadou Koulibaly est séparément nommé ministre du budget. Quelques mois plus tard, les ministères du Budget et de l'Économie et des Finances sont à nouveau fusionnés, avec à sa tête Mamadou Koulibaly. Il sera reconduit après l'élection de Laurent Gbagbo en 2000.
En 2001, Paul Antoine Bohoun Bouabré est nommé au ministère, son prédécesseur étant élu président de l'Assemblée nationale. Alors que Charles Konan Banny devient premier ministre en 2005, Charles Koffi Diby, est nommé ministre délégué de l'Économie et des Finances auprès du premier ministre. Ce n'est qu'en 2007 après le décès du ministre Douhouré Ambroise Azaud que Charles Koffi Diby ne deviendra pleinement ministre de l'Économie et des Finances jusqu'au 21 novembre 2012. Le Premier ministre Daniel Kablan Duncan a été nommé ministre dans son propre gouvernement.

## Attributions
Cette administration a été créée sous le nom de « ministère de l'Économie et des Finances » par le décret du 7 septembre 2011 relatif à l'organisation du ministère.

## Administrations
- Inspection générale des finances
- Direction des affaires administratives et financières
- Service communication inter-administration